# Kleine Spinnen-Ragwurz
Die Kleine Spinnen-Ragwurz (Ophrys araneola) ist eine Pflanzenart aus der Pflanzengattung Ragwurzen (Ophrys) innerhalb der Familie der Orchideen (Orchidaceae).

## Beschreibung

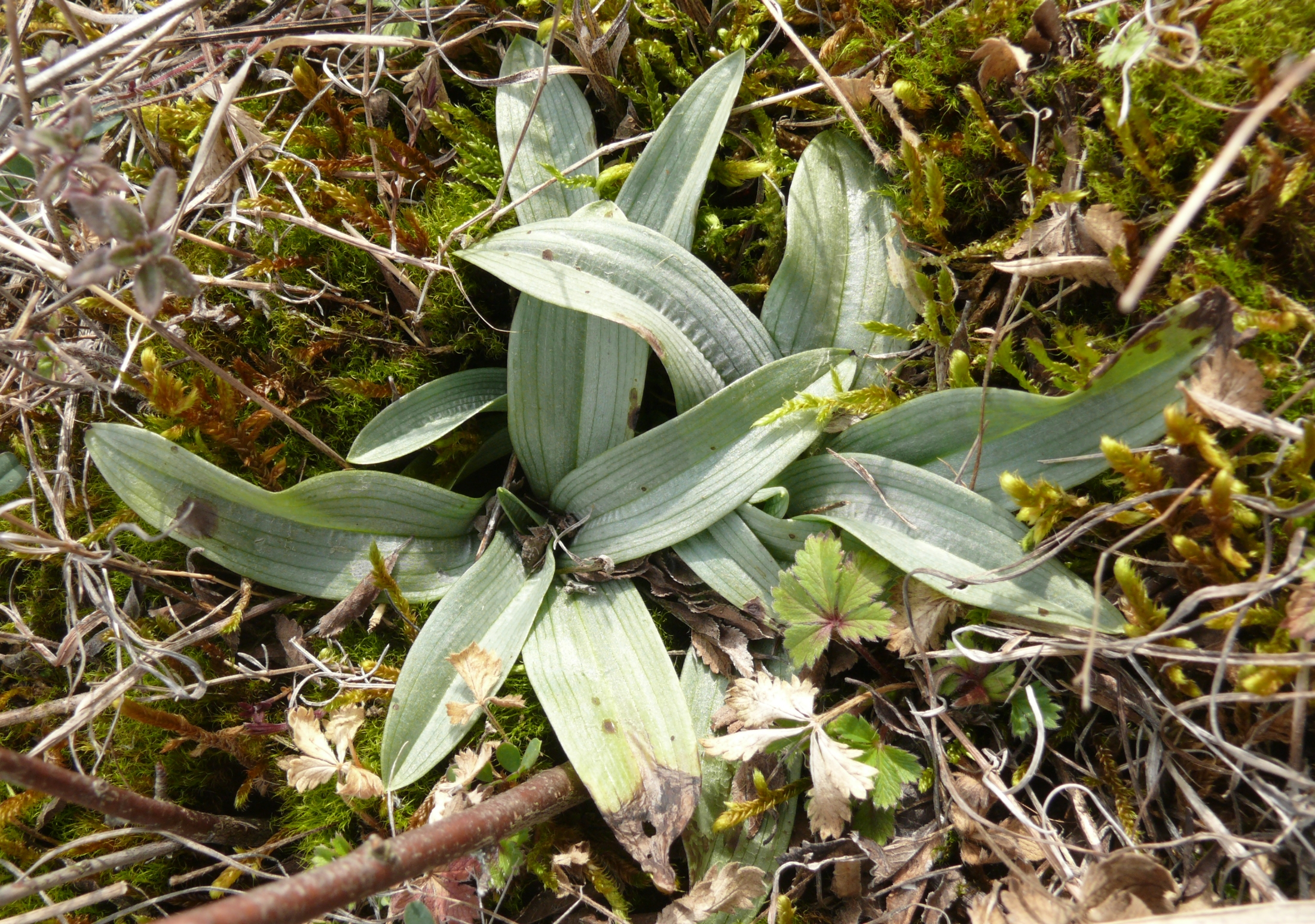
Blattrosette

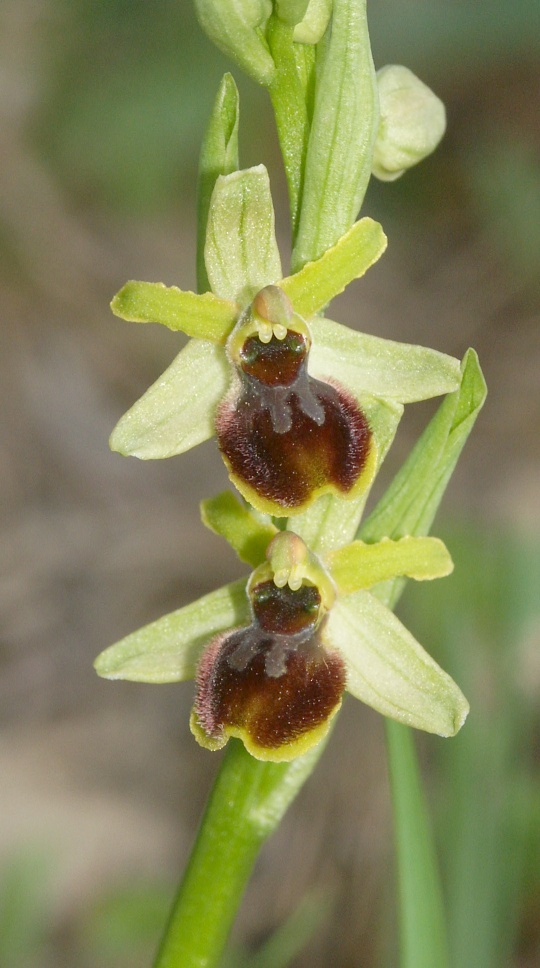
Ausschnitt eines Blütenstandes mit zygomorphen Blüten im Detail

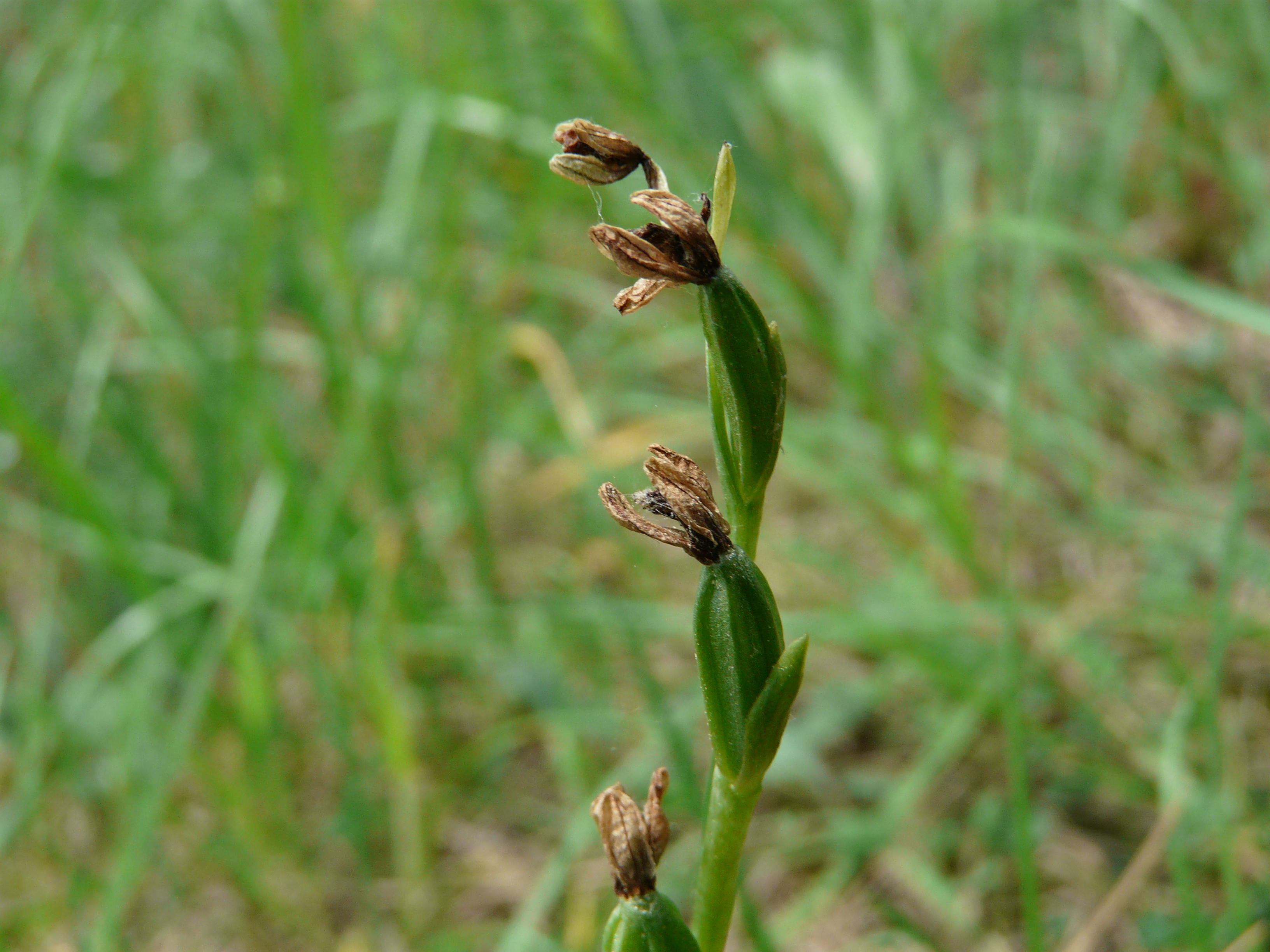
Kapselfrüchte

### Erscheinungsbild und Blatt
Die Kleine Spinnen-Ragwurz wächst als eine sommergrüne, ausdauernde krautige Pflanze, die Wuchshöhen von 15 bis 45 Zentimetern erreicht. Dieser Geophyt bildet Knollen als Überdauerungsorgane. Die Blattrosette ist relativ groß und gelegentlich in kleinen Gruppen zu finden. Die Laubblätter besitzen den für die Ragwurzen typischen silbrigen „Schimmer“, der geringfügig ausgeprägter ist als bei der Großen Spinnen-Ragwurz (Ophrys sphegodes).

### Blütenstand und Blüte
Zwei bis zwölf Blüten stehen locker in einem ährigen Blütenstand zusammen.
Die zwittrigen Blüten sind zygomorph und dreizählig. Die Blütenhüllblätter des äußeren Perigonkreises sind grün und etwa 10 Millimeter lang. Die zwei inneren seitlichen Blütenhüllblätter sind ebenfalls grün, sehr selten mit rötlichem Rand und 6 bis 8 Millimeter lang. Das als Lippe (Labellum) bezeichnete mittlere Blütenhüllblatt ist rötlichbraun bis schwarzbraun mit einem meist deutlichen gelben, unbehaarten Rand. Es ist in der Regel nur schwach gewölbt, meist ohne Höcker, 6 bis 9 Millimeter lang und 7 bis 11 Millimeter breit. Am Übergang von der braunen Fläche zum gelben Rand ist es stark behaart. Das Mal ist H-förmig und metallisch-blau bis grau-blau, selten auch bräunlich.
Die Blütezeit beginnt im mediterranen Klima im Februar. In den nördlichen Verbreitungsgebieten beginnt die Blütezeit Ende April, selten auch schon ab Anfang April und dauert bis Ende Mai. Sie beginnt früher als bei der Großen Spinnen-Ragwurz.

### Chromosomensatz
Die Chromosomengrundzahl beträgt x = 18. Bei der Kleinen Spinnen-Ragwurz liegt Diploidie vor, also 2n = 36.

## Ökologie

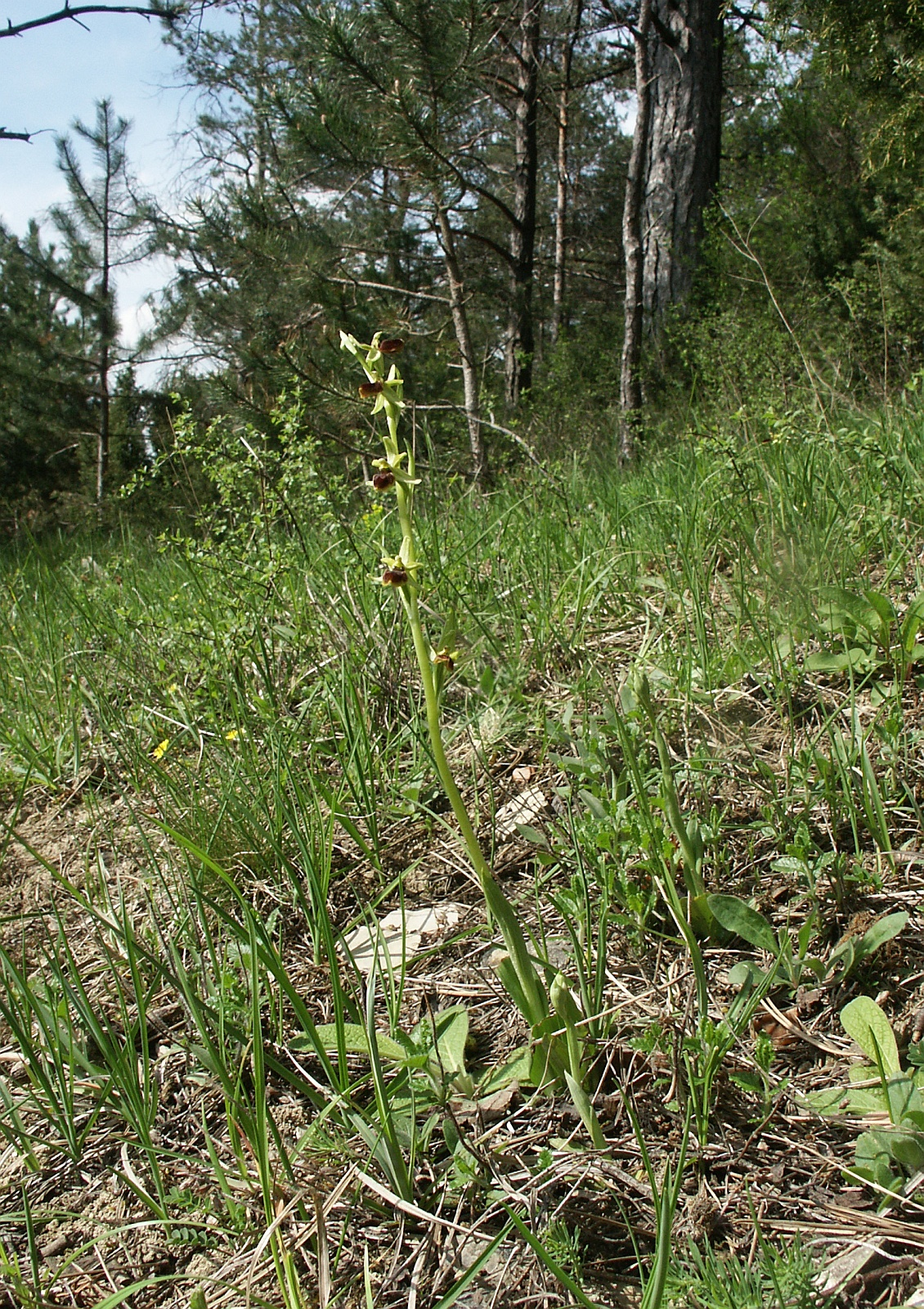
Die Kleine Spinnen-Ragwurz am Standort am Rand des Tauberlands

Der Same dieser Orchidee enthält keinerlei Nährgewebe für den Keimling. Die Keimung erfolgt daher nur bei Infektion durch einen Wurzelpilz (Mykorrhiza).
Blütenökologisch handelt es sich bei der Kleinen Spinnen-Ragwurz um Sexualtäuscheblumen, die durch ihren Duft, ihr Aussehen, die Größe und Beschaffenheit der Lippe Insektenweibchen imitieren und die früher schlüpfenden Insektenmännchen dazu veranlassen, auf den Blütenlippen Kopulationsversuche zu machen. Dabei werden die Pollinien mit ihren getrennten Klebscheiben am Kopf des Insektenmännchens festgekittet. Das Stielchen des Pollinariums sinkt nach der Entnahme nach unten und kann beim Besuch der nächsten Blüte die in der passenden Höhe stehende Narbe mit Pollenmassen belegen. Als Bestäuber gelten: Osmia aurulenta und Andrena combinata.

## Verbreitung
Das Verbreitungsgebiet der Kleinen Spinnen-Ragwurz erstreckt sich von Katalonien, über Frankreich, Deutschland, Schweiz, Italien bis Dalmatien. Sie ist in Deutschland die seltenste Autochthone Art. In Deutschland gibt es wenige Standorte in Baden-Württemberg, Unterfranken, Thüringen und Rheinland-Pfalz. In der Schweiz kommt sie nur im Norden und Westen vor. Nach Baumann und Künkele kommt die Art in den Alpenländern in folgenden Höhengrenzen vor: Deutschland 220–810 Meter. Frankreich 1–1330 Meter, Schweiz 200–800 Meter. In Europa kommt sie zwischen 1 und 1330 Meter Meereshöhe vor.
Die Kleine Spinnen-Ragwurz wächst auf Trockenrasen und in lichten Kiefernwäldern. Sie bevorzugt steinigere und trockenere Standorte als die Große Spinnen-Ragwurz. Sie findet sich in den Pflanzengesellschaften der Verbände Mesobromion erecti, Geranion sanguinei und Molinion caeruleae.

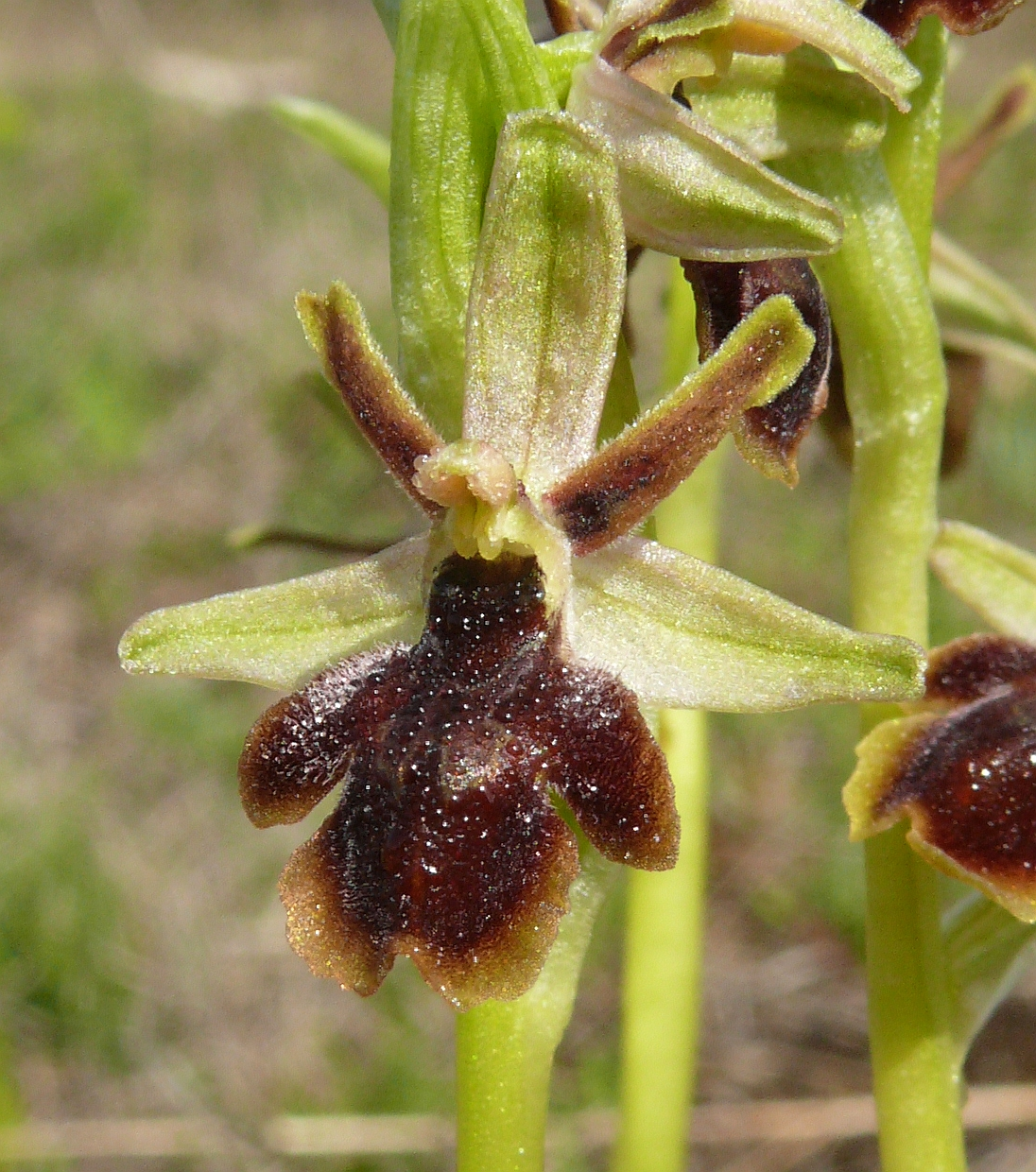
Ophrys ×apicula

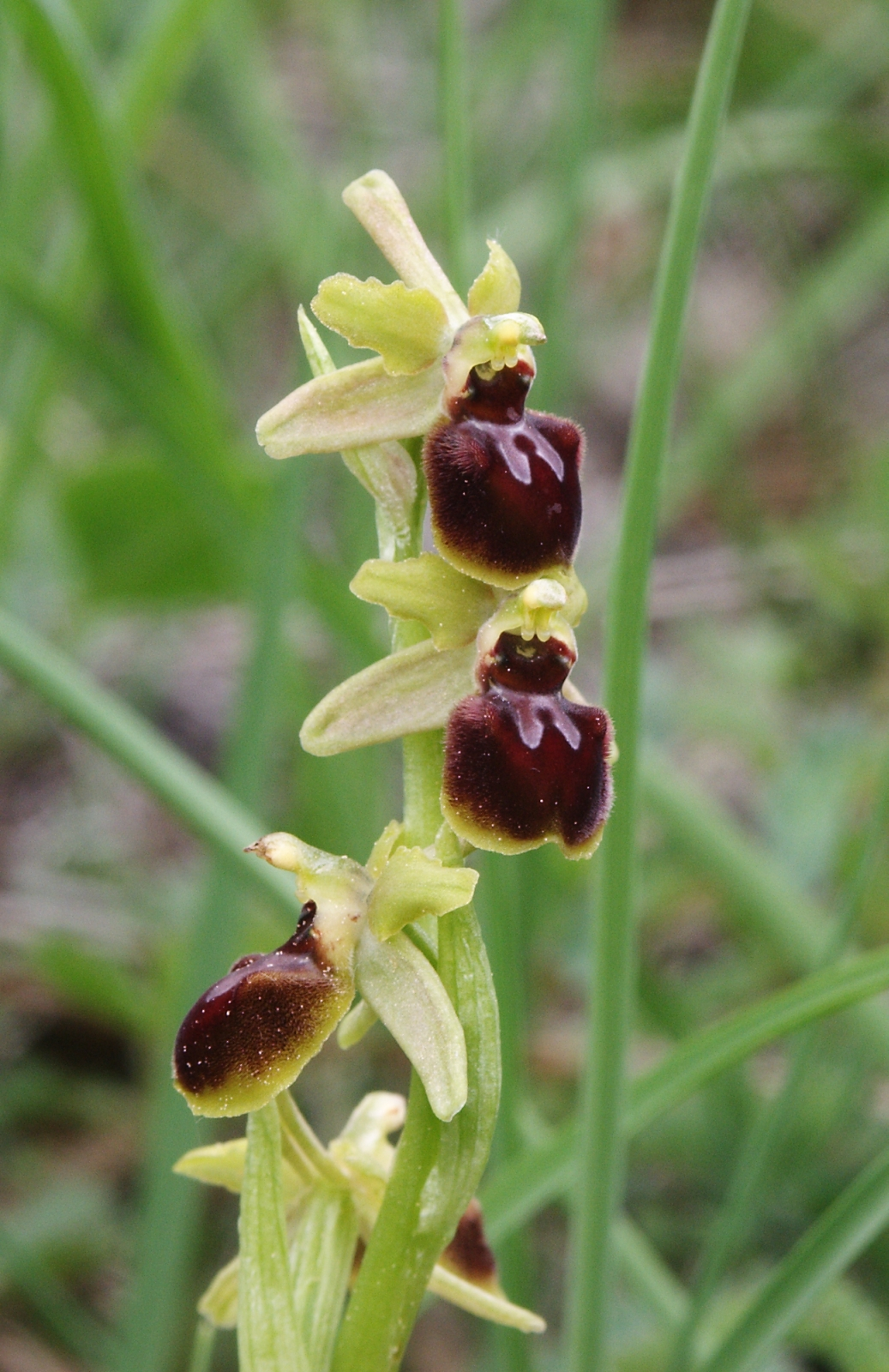
Ophrys ×pulchra

## Verwechslungsmöglichkeit und Hybriden
Die Kleine Spinnen-Ragwurz wurde durch ihre Ähnlichkeit mit der Großen Spinnen-Ragwurz (Ophrys sphegodes) früher und auch heute noch oft nicht von dieser unterschieden. Es ist durchaus möglich, dass die Verbreitung der Kleinen Spinnen-Ragwurz in Mitteleuropa größer ist, als bisher angenommen.
Am besten zu unterscheiden sind beide Arten über die Größe der Lippe, welche bei der Kleinen Spinnen-Ragwurz kleiner ist. Schwierig wird es aber, wenn noch die Hybride Ophrys ×jeanpertii zwischen den beiden Arten vorkommt. Dann lässt sich meist keine klare Grenze zwischen Art und Hybride ziehen.
Durch die globale Erwärmung breitet sich – wie andere wärmeliebende Orchideen-Arten auch – die Kleine Spinnen-Ragwurz aus. Mittlerweile wurden einige Neufunde gemacht, meist an Stellen, an denen die Große Spinnen-Ragwurz bereits vorkam. Durch ihre etwas spezielleren Ansprüche sind dieser Ausbreitung Grenzen gesetzt.
- Naturhybriden:
  - Ophrys ×apicula J.C.Schmidt ex Rchb. f. (Ophrys araneola × Ophrys insectifera)
  - Ophrys ×acina C.E.Hermos. (Syn.: Ophrys ×cascalesii Soca; Ophrys araneola × Ophrys passionis)
  - Ophrys ×duvigneaudiana P.Delforge & C.Delforge (Ophrys araneola × Ophrys scolopax)
  - Ophrys ×jeanpertii E.G.Camus (Ophrys araneola × Ophrys sphegodes)
  - Ophrys ×luizetii E.G.Camus (Ophrys araneola × Ophrys apifera)
  - Ophrys ×pourteiniae J.M.Mathé (Ophrys araneola × Ophrys fusca)
  - Ophrys ×pulchra E.G. Camus (Ophrys araneola × Ophrys holoserica)

## Taxonomie
Die Erstveröffentlichung des Namens Ophrys araneola erfolgte 1831 durch Ludwig Reichenbach in Iconographia Botanica seu Plantae Criticae Band 9, S. 22.
Es gibt auch die Ansicht, dass Ophrys araneola Rchb. eine Unterart von Ophrys sphegodes ist: Ophrys sphegodes subsp. araneola (Rchb.) M.Laínz.

## Gefährdung und Naturschutz
Die Kleine Spinnen-Ragwurz ist in Deutschland durch die BArtSchV besonders geschützt. Durch ihre Seltenheit ist die Kleine Spinnen-Ragwurz generell gefährdet. Außerhalb von Naturschutzgebieten gefährdet durch Sukzession. Innerhalb von Naturschutzgebieten durch Naturfreunde, die sich nicht an das Wegegebot halten.